# Parasenecio shiroumensis
Parasenecio shiroumensis là một loài thực vật có hoa trong họ Cúc. Loài này được (Shizuo Ito & H.Koyama) H.Koyama mô tả khoa học đầu tiên.